# SFAIR
 (novembre 2024).
La mise en forme du texte ne suit pas les recommandations de Wikipédia : il faut le « wikifier ».
Les points d'amélioration suivants sont les cas les plus fréquents :
- Les titres sont pré-formatés par le logiciel. Ils ne sont ni en capitales, ni en gras.
- Le texte ne doit pas être écrit en capitales (les noms de famille non plus), ni en gras, ni en italique, ni en « petit »…
- Le gras n'est utilisé que pour surligner le titre de l'article dans l'introduction, une seule fois.
- L'italique est rarement utilisé : mots en langue étrangère, titres d'œuvres, noms de bateaux, etc.
- Les citations ne sont pas en italique mais en corps de texte normal. Elles sont entourées par des guillemets français : « et ».
- Les listes à puces sont à éviter, des paragraphes rédigés étant largement préférés. Les tableaux sont à réserver à la présentation de données structurées (résultats, etc.).
- Les appels de note de bas de page (petits chiffres en exposant, introduits par l'outil «  Source ») sont à placer entre la fin de phrase et le point final[comme ça].
- Les liens internes (vers d'autres articles de Wikipédia) sont à choisir avec parcimonie. Créez des liens vers des articles approfondissant le sujet. Les termes génériques sans rapport avec le sujet sont à éviter, ainsi que les répétitions de liens vers un même terme.
- Les liens externes sont à placer uniquement dans une section « Liens externes », à la fin de l'article. Ces liens sont à choisir avec parcimonie suivant les règles définies. Si un lien sert de source à l'article, son insertion dans le texte est à faire par les notes de bas de page.
- La présentation des références doit suivre les conventions bibliographiques. Il est recommandé d'utiliser les modèles {{Ouvrage}}, {{Chapitre}}, {{Article}}, {{Lien web}} et/ou {{Bibliographie}}. Le mode d'édition visuel peut mettre en forme automatiquement les références.
- Insérer une infobox (cadre d'informations à droite) n'est pas obligatoire pour parachever la mise en page.

Pour une aide détaillée, merci de consulter Aide:Wikification.
Si vous pensez que ces points ont été résolus, vous pouvez retirer ce bandeau et améliorer la mise en forme d'un autre article.
Transporter vos "moutons à cinq pattes", c'est notre affaire.
SFAIR était une compagnie aérienne française effectuant du transport de fret particulier comme les armes, gros engins, animaux vivants ou aides alimentaires et des vols à la demande ou réguliers notamment entre Marseille et la Corse ou intra-Corse.
La compagnie aérienne SFAIR est utilisée pour transporter des mercenaires, armes et carburant entre le Gabon et le Tchad pendant les conflits des années 1980.

## Histoire

Ancien logotype en couleur sur les avions de SFAIR.

Logotype de SFAIR utilisés lors des publicités de 1977.

Cette compagnie était à l'origine, en 1972, la branche de transport aérien, d'un constructeur de matériels ferroviaires et de tracteurs d'aéroports, la SECMAFER (qui signifie "section machine ferroviaire").
Dès mai 1972, la société avait un Douglas DC-4 dans le but d'acheminer du matériel de reconstruction ferroviaire en Iran, contrat obtenu par Secmafer.
En 1976, elle portait d'abord le nom de Secmafer Aviation, et était basée sur l'aéroport de Nice. Cette société effectuait également l'entretien léger des appareils de la Sécurité Civile.
De janvier 1976 à mars 1977, un ATL-98 Carvair était toujours en service, mais il a été remplacé par quatre DC-6.
Elle utilisait des avions à pistons pour le transport de fret comme les DC-4, DC-6, ATL-98 Carvair.
La compagnie était alors dirigée par Francis Lemonnier.
En janvier 1979, SFAIR effectuait deux transports spéciaux, le premier en Douglas DC-6 entre Limoges et Kastoria en Grèce en transportant 2 300 visons vivants et le second, en Carvair, un métier à tisser dans une caisse de 5 277 kg entre Milan et Helsinki.
Le 31 décembre 1979, les opérations aériennes ont été interrompues afin de réorganiser l’entreprise. Il a alors été décidé de rééquiper la flotte d’avions à turbopropulseurs. Le choix s’est porté sur le Lockheed L-100-30 Hercules.
Au 1 avril 1980, elle était rebaptisée SFAIR et déménageait de Nice vers la banlieue de Nantes, sur la commune de Saint-Aignan-de-Grandlieu près de l'aéroport de Nantes, au château de l'Hermitage (propriété construite au milieu du XIXe siècle et qui a été rasée pour raison de sécurité aérienne).
Sa base d'exploitation était alors l'aéroport de Bordeaux, son siège l'aéroport de Nantes, et la direction commerciale, sur Paris, Avenue des Champs-Elysées dans le très chic 8ème arrondissement.
Elle transportait tout genre de fret et effectuait des ponts aérien avec le Tchad en transportant du matériels militaires.
Le premier avion Hercules arriva à Bordeaux-Mérignac le 10 avril 1981. Le F-GDAQ fut le premier "HERCULES" immatriculé en France et à cette époque, le seul en Europe.
En mai 1981, l’un des deux Lockheed L-382 Hercules reprend ses opérations aériennes.
SFAIR a de nouveau volé au départ de Nice, mais aussi de Cherbourg vers Paris Le Bourget, Tours, Londres Gatwick, Dublin, Bâle, Stockholm, Zurich et Glasgow, mais aussi des vols d’aide vers des zones de crise en Afrique et au Moyen-Orient.
La flotte a été augmentée à partir de mars 1983 avec un Douglas DC-8-55F qui provenait de la compagnie française UTA.
Courant 1984, les Hercules opéraient à partir de Marseille-Marignane (dont le F-GFAR et F-GFAS). Au total, en 1985, 3 Hercules et un DC-8-55 étaient basés à  Marseille. Ces avions ont réalisés un transport exceptionnel de 400 veaux entre Nantes et Thessalonique en Grèce, effectués des approvisionnements de villages au Tchad et des chantiers au Gabon, sont intervenus à Kalgoorlie en Australie et transportés des hélicoptères "Black Hawk" à Lhassa au Tibet pour le gouvernement Chinois.
Au premier trimestre 1987, SFAIR obtenait son TPP (transport public de passagers). Elle s'équipait d'un avion de transport de fret et jusqu'à 27 passagers, un CASA C-212 Aviocar basé sur Marseille pour effectuer des liaisons cargo vers Ajaccio et des rotations intre-Corse pour les passagers..
Le 18 juillet 1987, SFAIR et Hercule European Center mettaient à disposition un avion Hercule, le  F-GDAQ, basé dorénavant sur Pointe-Noire au Congo pour leur nouvelle filiale Africargo.
À partir de 1987, SFAIR a dû restreindre sévèrement les opérations aériennes pour des raisons économiques et revendre un Hercules (sauf F-GDAQ).
Pierre Bodin, le patron de la SFAIR était inculpé dans l'affaire du Carrefour du développement.
Elle était rachetée par la compagnie française Minerve et était renommée en novembre 1987, Jet Fret.
Le dernier L-382 immatriculé F-GDAQ avait été transféré à la société Jet Fret, filiale de Minerve, en octobre 1988.
Jet Fret cessait ses activités en mars 1993. L'Hercules F-GDAQ avait été repris par Europe Aero Services basée à Perpignan.

## Incident
Lundi 6 août 1984, sur l'aéroport de Marseille, un pirate de l’air a exigé d’être emmené au Canada.
L'avion DC-8-55F immatriculé F-BUOR à destination de l'aéroport de Djanet-Inedbirennede est pris d’assaut et le pirate de l’air arrêté.
L'assaut ne faisait aucune victime parmi les 7 occupants.

## Réseau
- Marseille - Ajaccio (fret et passagers)[27],
- liaisons "intra-corse" (passagers)[27],
- Pointe Noire - Brazzaville - Kigali[27],
- Pointe Noire - Brazzaville - Bujumbura[27],
- Manchester, Bruxelles et Londres-Luton (pour Data-Post en association avec Luxair)[27],
- Cologne - Paris (pour United Parcel Service - UPS)[27].

## Flotte
La compagnie a eu en flotte:
- ATL-98 Carvair immatriculé F-BVEF[35],
- Douglas DC-4 immatriculé F-BTGZ, F-BVKQ,
- Douglas DC-6 immatriculé F-BYGG, F-BYCH[36], N458GM, F-BYCG, F-BYCI[37],
- Douglas DC-8-55F immatriculé F-BUOR,
- Lockheed Hercules immatriculés F-GFAR, F-GFAS, F-GDAQ, N417GM,
- CASA C-212 Aviocar immatriculé F-GELO[38].

## Galerie photographique

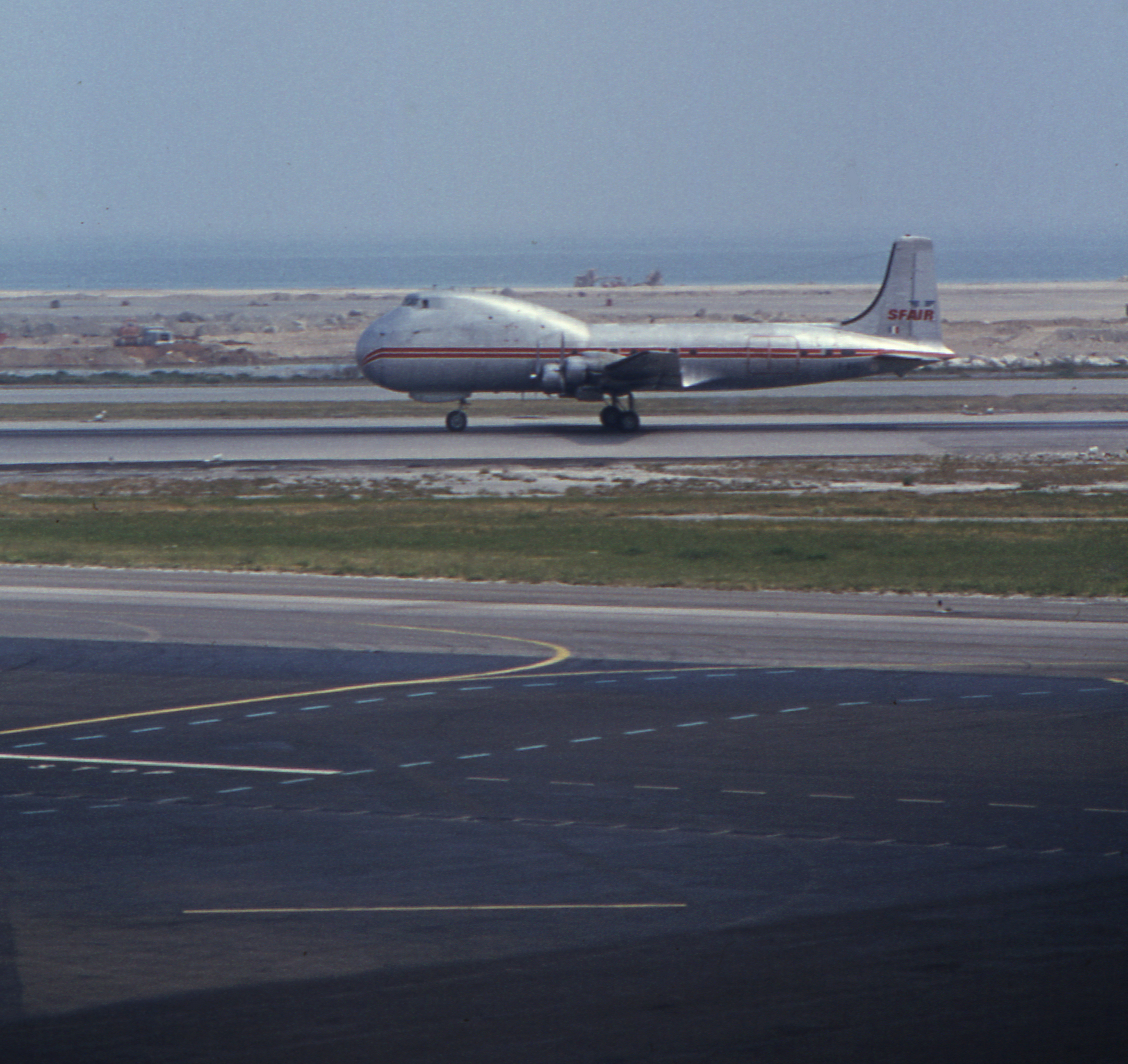
Carvair F-BVEF de SFair à Nice en juillet 1977
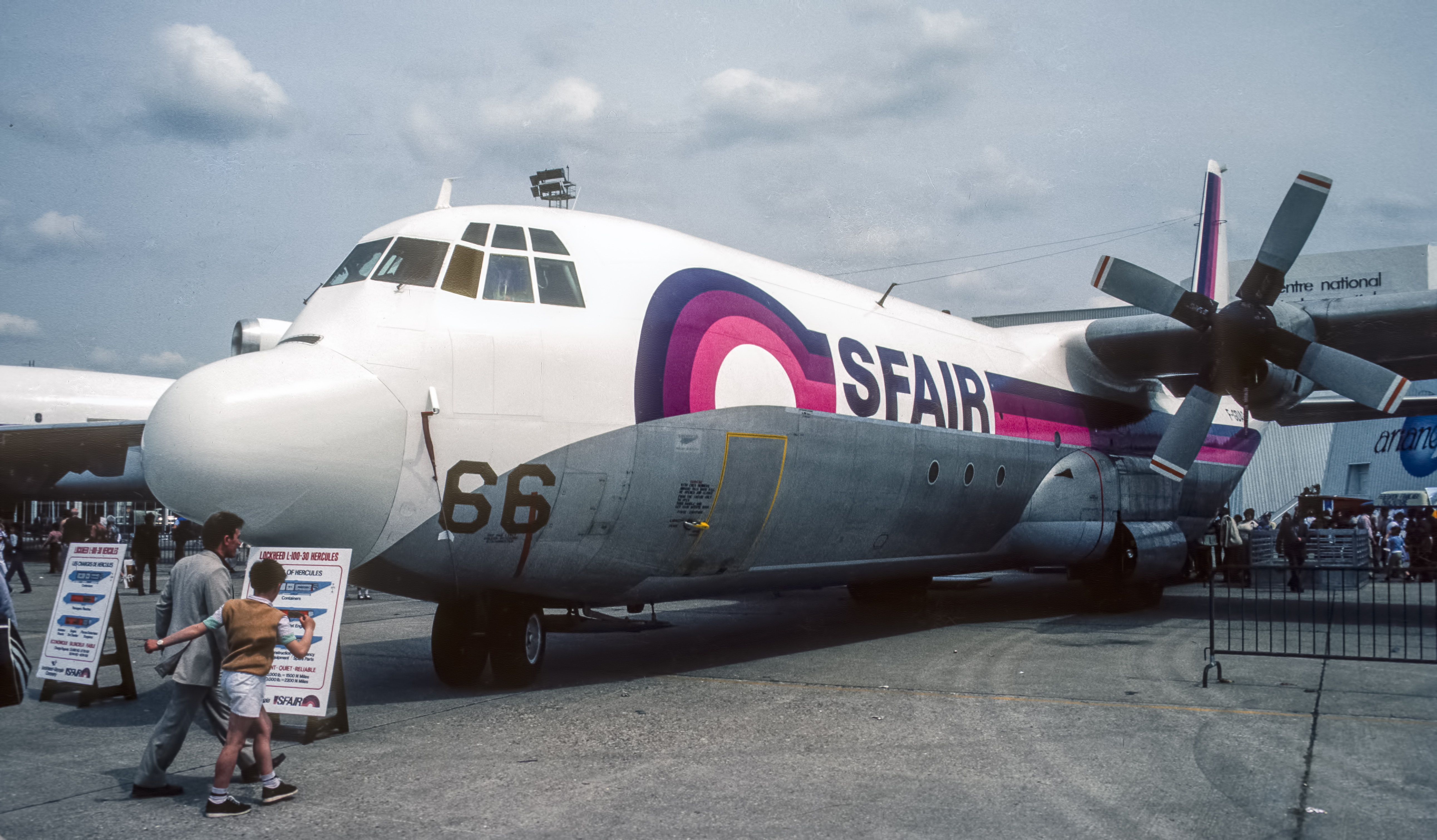
Lockheed L-100-30 F-GDAQ de SFair au salon du Bourget de 1981
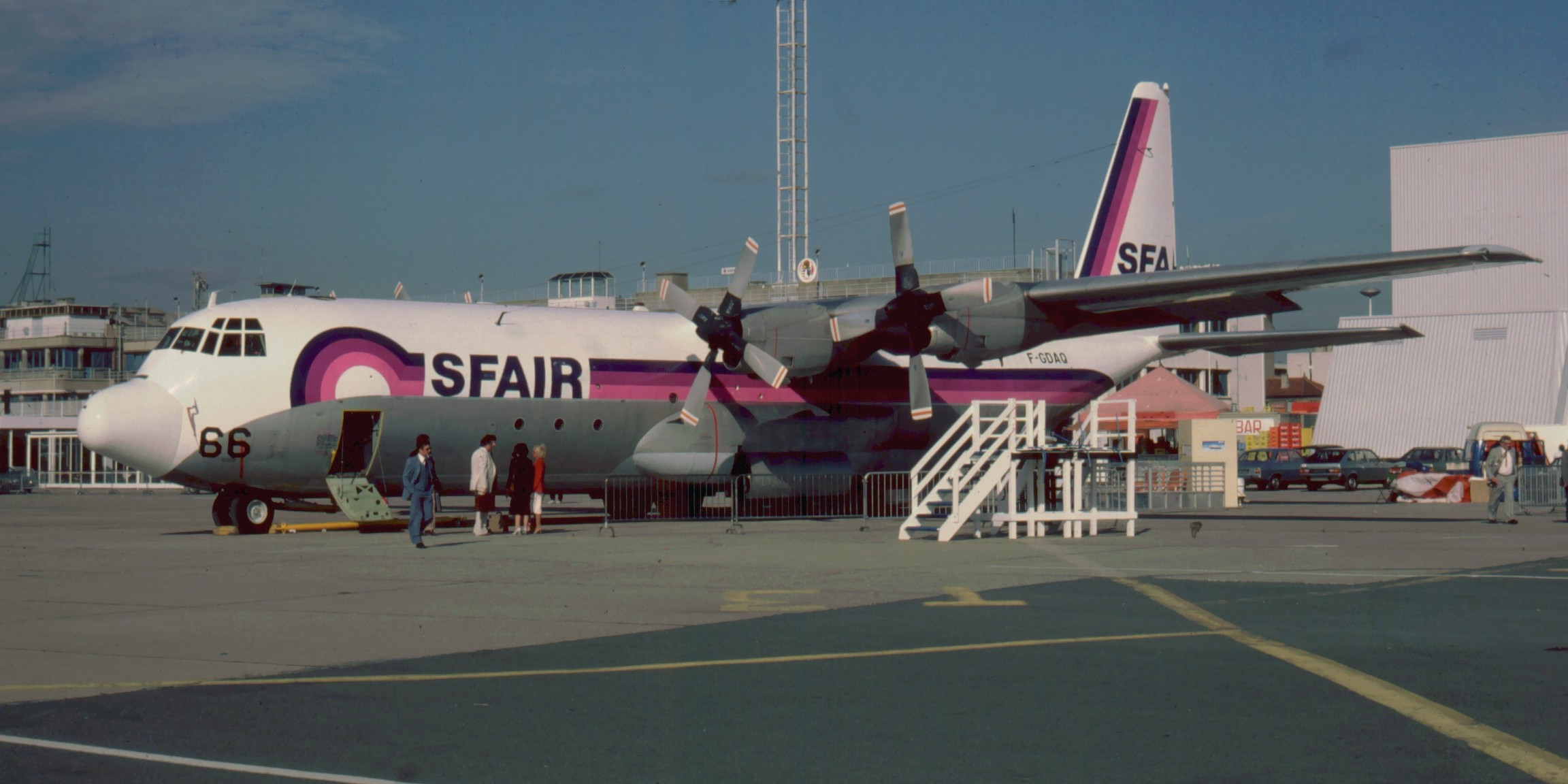
Lockheed L-100-30 F-GDAQ de SFair au salon du Bourget de 1981
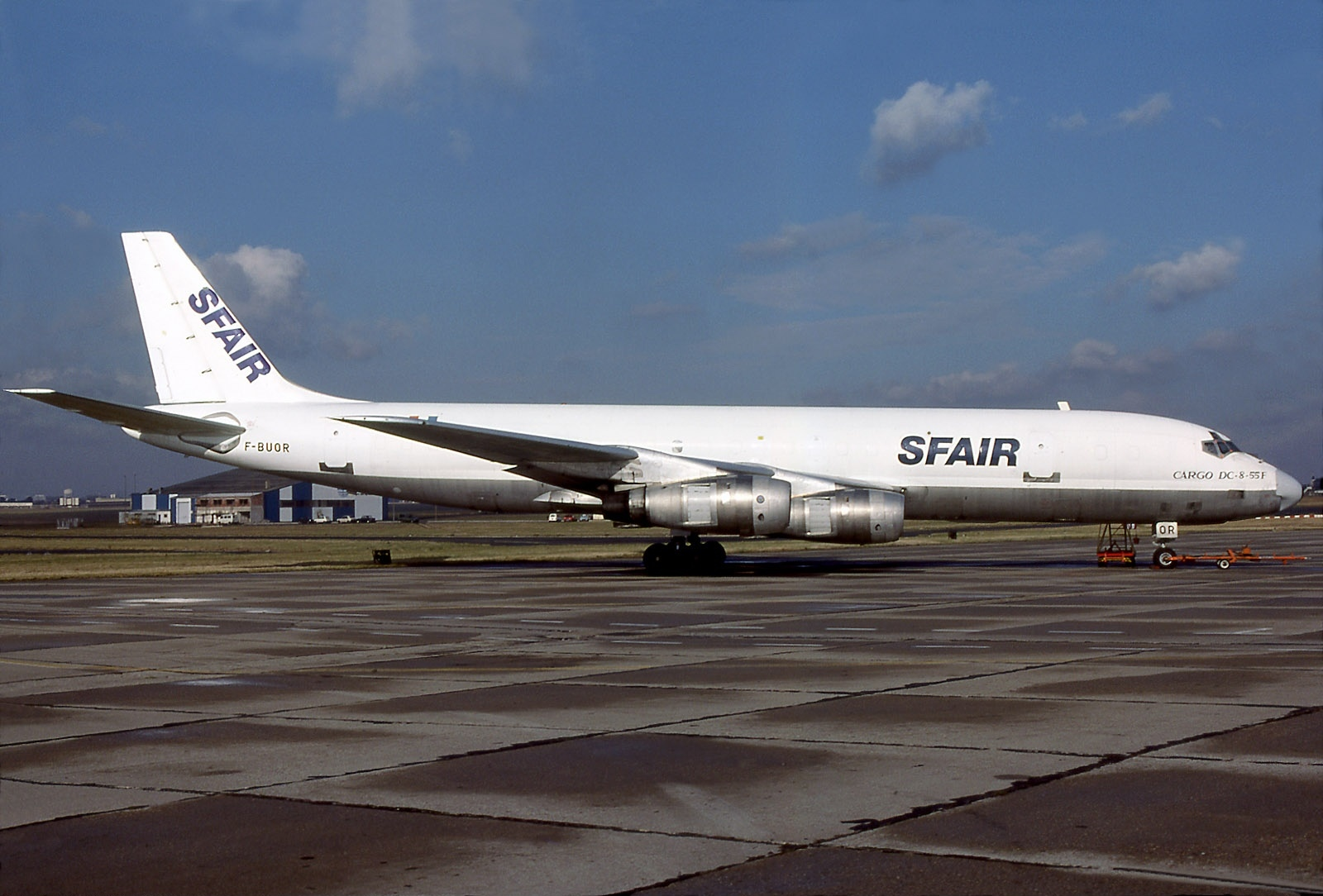
Douglas DC-8-55 F-BUOR en 1985 à Paris - Le Bourget (LBG / LFPB)
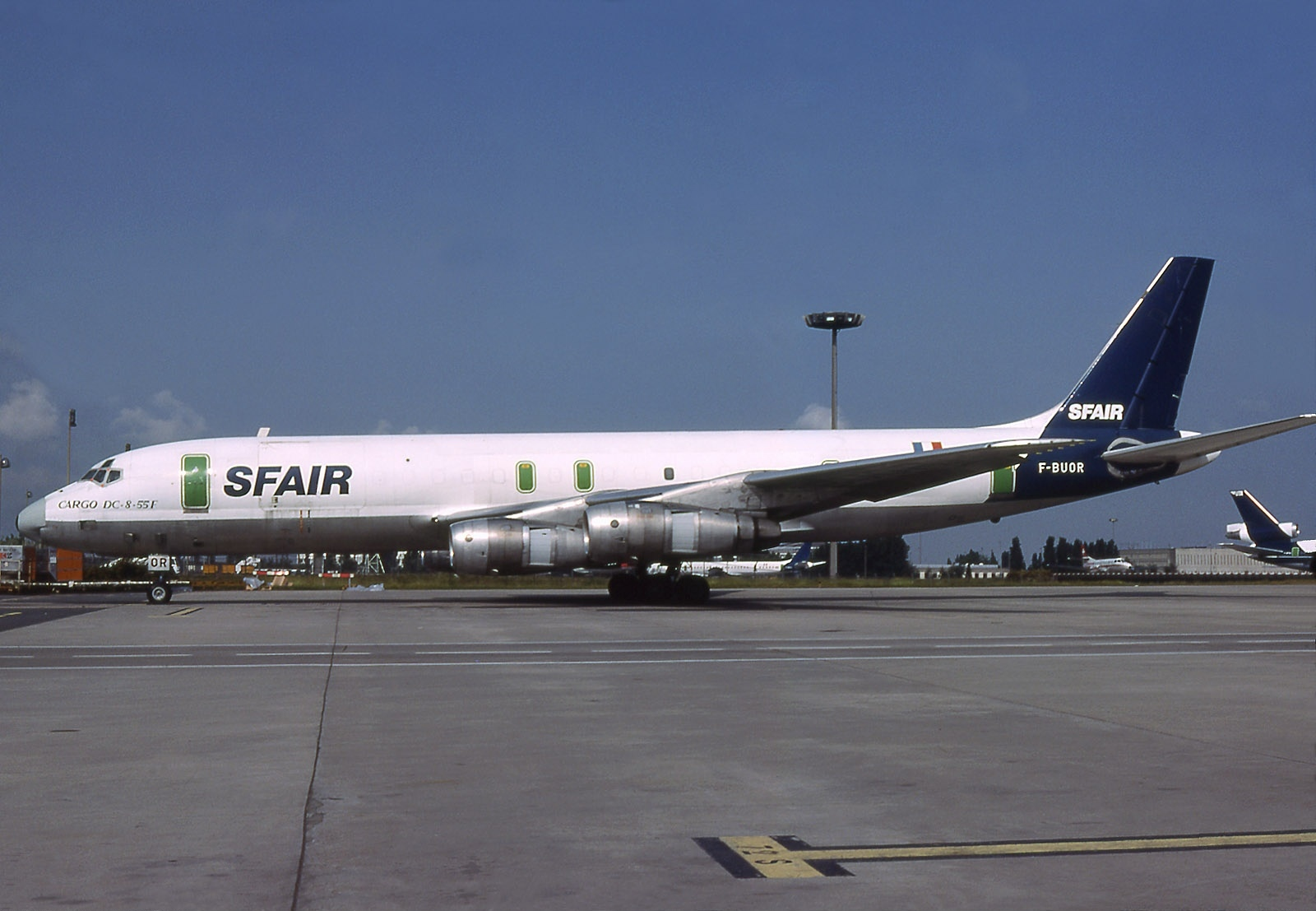
Douglas DC-8-55 F-BUOR en 1993 à Paris - Charles de Gaulle (Roissy) (CDG / LFPG)
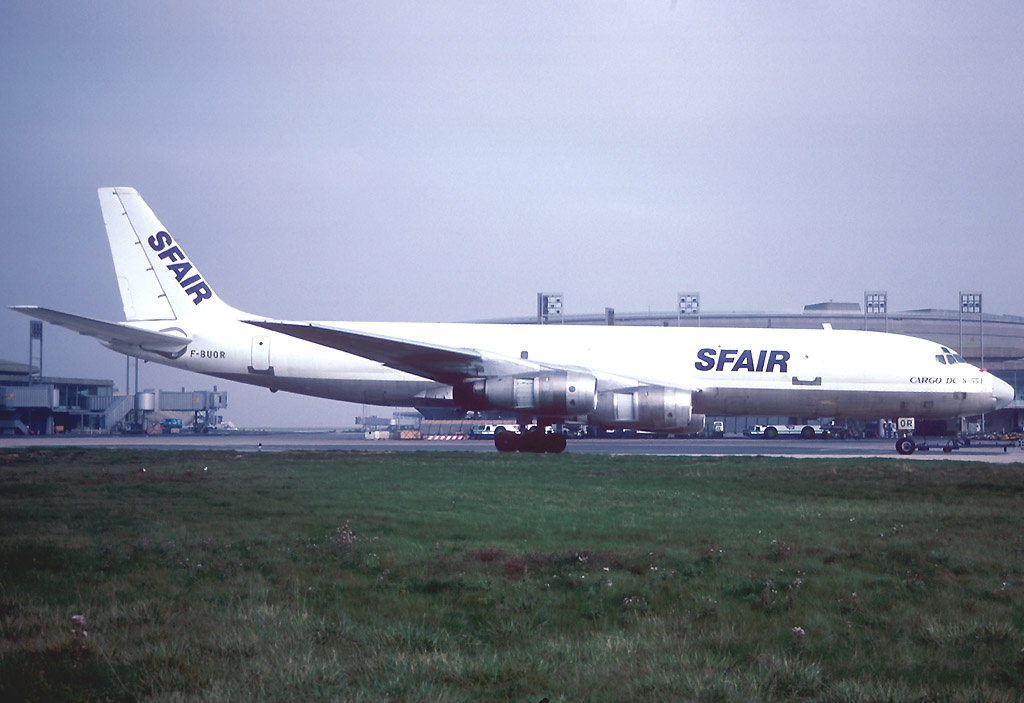
Douglas DC-8-55 F-BUOR en 1986 à Paris - Charles de Gaulle (Roissy) (CDG / LFPG)
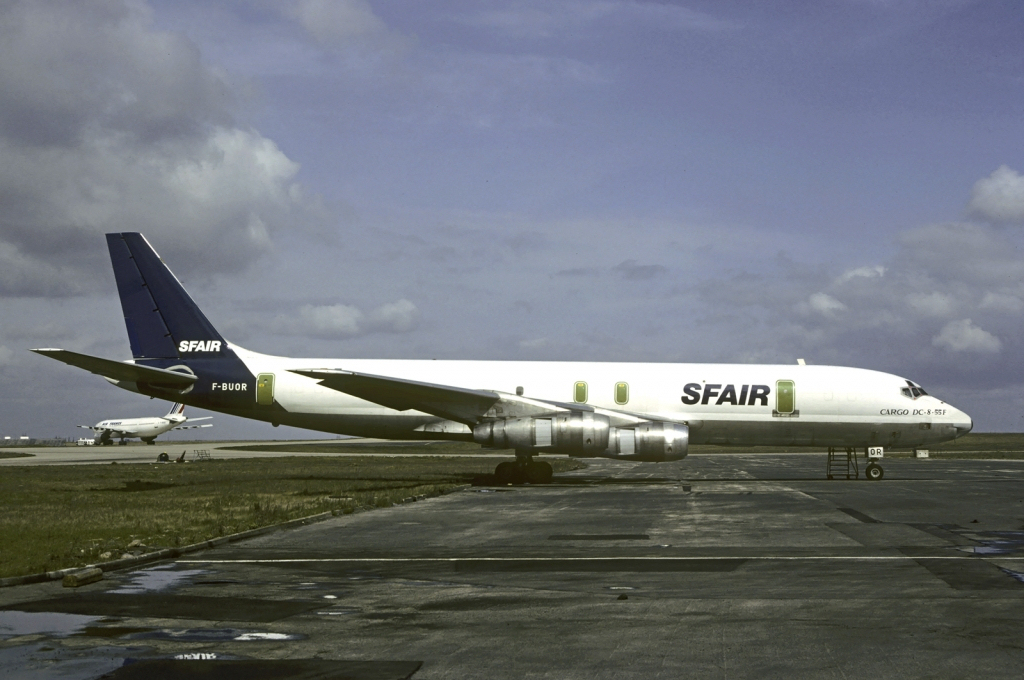
Douglas DC-8-55F F-BUOR en 1983 à Paris
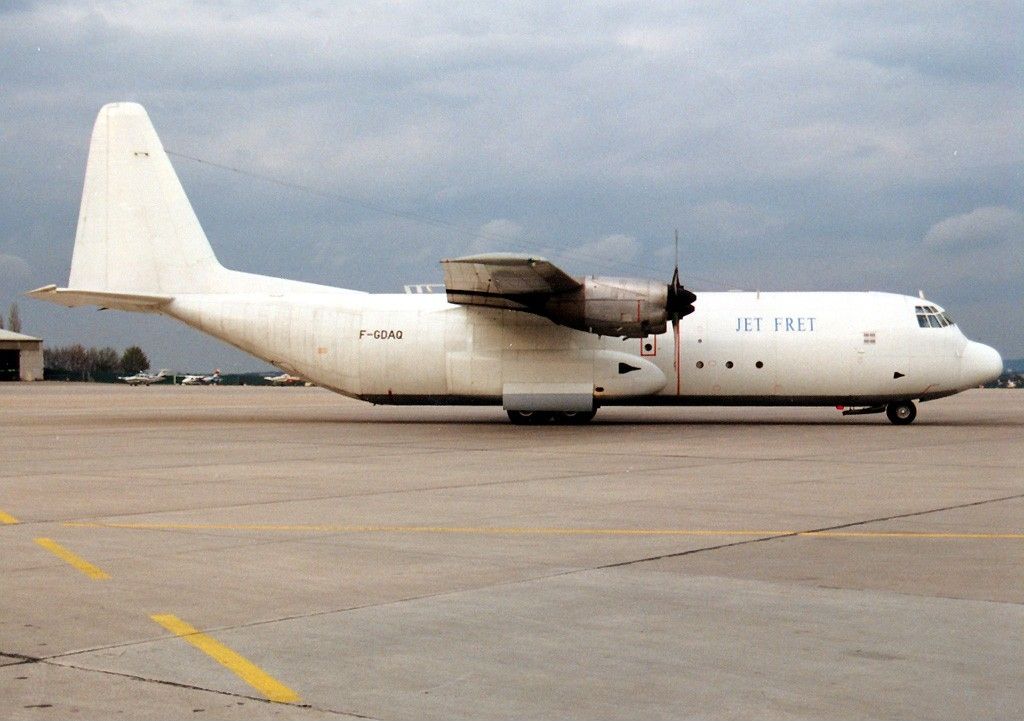
Lockheed Hercules F-GDAQ en 1991 passé chez Jet Fret (filiale de Minerve)